# Колакув
Колакув (пол. Kołaków) — село в Польщі, у гміні Домбрувка Воломінського повіту Мазовецького воєводства.
Населення — 448 осіб (2011).
У 1975-1998 роках село належало до Остроленцького воєводства.

## Демографія
Демографічна структура станом на 31 березня 2011 року:
|          | Загалом | Допрацездатний вік | Працездатний вік | Постпрацездатний вік |
| -------- | ------- | ------------------ | ---------------- | -------------------- |
| Чоловіки | 227     | 50                 | 156              | 21                   |
| Жінки    | 221     | 49                 | 135              | 37                   |
| Разом    | 448     | 99                 | 291              | 58                   |